# Костарайнера
Костарайнера (итал. Costarainera) — коммуна в Италии, располагается в регионе Лигурия, в провинции Империя.
Население составляет 802 человека (2008 г.), плотность населения составляет 326 чел./км². Занимает площадь 2 км². Почтовый индекс — 18017. Телефонный код — 0183.
Покровителем коммуны почитается святой Иоанн Креститель, празднование 24 июня.

## Демография
Динамика населения:

## Администрация коммуны
- Официальный сайт: